# سدماوية
السدماوية (الاسم العلمي: Sedeae) هي قبيلة من النباتات تتبع فصيلة المخلدية من رتبة كاسرات الحجر.

## أجناس السدماوية
- سدم